# كيلي بيكيت
كيلي دونيلي (كيلي بيكيت سابقًا) مغنية وممثلة ومضيفة تلفزيونية وناشطة في اللغة الإنجليزية. وهي معروفة كعضو في المجموعة الموسيقية باراديسو غيرلز